# Bò Galloway
Bò Galloway là một trong những giống bò được thành lập lâu đời nhất trên thế giới, được đặt tên theo vùng Galloway của Scotland, nơi nó có nguồn gốc từ thế kỷ 17. Giống bò bây giờ được tìm thấy ở nhiều nơi trên thế giới, chẳng hạn như Canada, Hoa Kỳ và Úc.
Nó bây giờ được tìm thấy ở nhiều nơi trên thế giới, được xuất khẩu sang Canada vào năm 1853, Hoa Kỳ vào năm 1882 và Úc vào năm 1951. Giống bò này rất nổi tiếng trong những năm 1950 nhưng điều này đã giảm sút trong cuộc khủng hoảng lở mồm long móng. Ngày nay, giống chó này đang dần dần hồi phục, do nhu cầu của thị trường thịt bò. Loài này được nhận định là một giống bò có kích thước trung bình và chúng có một bộ lông dày, do khí hậu từ nơi phát xuất của giống, nguồn gốc là từ Scotland.

## Kích thước
Bò Galloway trung bình sẽ nặng từ 1000 đến 1500 pound và con bò trung bình có trọng lượng từ 1700 đến 2300 pound. Trọng lượng sơ sinh khỏe mạnh cho một con bê là 75 pound.

## Số lượng
Người ta cho rằng số lượng giống này thấp hơn 10.000 cá thể tính trên toàn thế giới. Phần lớn bò giống này được chăn nuôi phần lớn ở Bắc Âu, đặc biệt là Scotland. Loài này là 'hiếm' ở Hoa Kỳ và Consestock Consestock phân loại nó thành một giống để 'xem xét'.